# Zeitschriftenbewertung
Der Begriff Zeitschriftenbewertung (engl. journal ranking) bezeichnet in der Wissenschaftspraxis die Gruppierung von Wissenschaftlichen Fachzeitschriften nach ihrer methodischen Qualität.

## Nutzen
Zeitschriftenbewertungen geben insbesondere Aufschluss über die „handwerkliche“ Qualität von Artikeln einer Fachzeitschrift, nicht jedoch über deren „visionäre“ Qualität oder Qualität im Sinne von „Praxistauglichkeit“. Hierfür eignet sich eher die Zitierhäufigkeit, etwa über Impact Factor bzw. Eigenfactor. Zeitschriftenbewertungen sind daher nur als ein Teil bei der Bewertung wissenschaftlicher Qualität zu sehen, jedoch durchaus als ein sehr wichtiger.

## Beispiele

### Fachübergreifende Zeitschriftenbewertungen
Eine international anerkannte Zeitschriftenbewertungen für verschiedene wissenschaftliche Disziplinen ist der SCImago Journal Rank von SCImago. Dieser wertet Publikationen auf Grundlage des Google PageRank™ und der Datenplattform Scopus® aus.

### Betriebswirtschaftslehre
In der Betriebswirtschaftslehre hat im deutschsprachigen Raum die Zeitschriftenbewertung VHB-Jourqual des Verbandes der Hochschullehrer für Betriebswirtschaft weite Verbreitung gefunden. Mittlerweile gibt es mit dem VHB-Jourqual3 (2015) eine Neuauflage dieser Bewertung. Dabei wird die wissenschaftlichen Qualität einer Zeitschrift aus dem wissenschaftlichen Niveau ihrer Artikel und den wissenschaftlichen Anforderungen der Herausgeber bestimmt. Befragt werden die ordentlichen und außerordentlichen Mitglieder des VHB und die beim VHB gemeldeten Habilitierenden und Juniorprofessoren. Die wissenschaftliche Qualität wird mit dem Expertenstatus der Befragten gewichtet, der aus der Anzahl der Zeitschriften, in denen der Befragte publiziert hat, der Anzahl der Veröffentlichungen in Top-Zeitschriften und seinen Erfahrungen mit internationalen Zeitschriften ermittelt wird.
Ein weiteres Beispiel ist die ERIM Journals List des niederländischen Erasmus Research Institute of Management, die internationale Fachzeitschriften aus dem Bereich Management bewertet. Darin sind jedoch keine deutschsprachigen Fachzeitschriften berücksichtigt. Zudem spielt vor allem im internationalen Bereich die sogenannte „FT50-Liste“ der Financial Times eine große Rolle, welche die 50 renommiertesten Fachzeitschriften im Bereich Management auflistet.

### Volkswirtschaftslehre
In der Volkswirtschaftslehre orientieren sich die Bewertungen von Zeitschriften, Fakultäten und Forschern vornehmlich an RePEc, weil dies die mit Abstand umfangreichste und sprachenübergreifende Datenbank ist. Die Bewertungen werden monatlich aktualisiert. Daneben wird auch das Ranking von Combes und Linnemer häufig herangezogen.
Demgegenüber zeigen das IfW-Journalranking und die Tinbergenliste nur kleine Ausschnitte der Forschungsarbeit, die im Handelsblatt Ökonomen-Ranking konsolidiert werden; deutschsprachige Zeitschriften sind hierbei ausgeschlossen.